# WTA Tour 2020
WTA Tour 2020 – sezon profesjonalnych kobiecych turniejów tenisowych organizowanych przez Women’s Tennis Association w 2020 roku. WTA Tour 2020 obejmował turnieje wielkoszlemowe (organizowane przez Międzynarodową Federację Tenisową), turnieje kategorii WTA Premier Series i WTA International Series oraz Puchar Federacji (organizowany przez ITF). Była to jubileuszowa 50. edycja rozgrywek.
Niektóre turnieje, wliczając w to zawody podczas igrzysk olimpijskich i finał Pucharu Federacji, zostały odwołane lub przeniesione z powodu pandemii COVID-19.

## Kalendarz turniejów
| Igrzyska olimpijskie     |
| Wielki Szlem             |
| WTA Championships        |
| WTA Premier Mandatory    |
| WTA Premier 5            |
| WTA Premier              |
| WTA International Series |
| zawody drużynowe         |

### Styczeń
| Tydzień | Data        | Turniej                                                                 | Zwyciężczynie                         | Wynik             | Finalistki                         | Półfinalistki                          | Ćwierćfinalistki                                                  |
| ------- | ----------- | ----------------------------------------------------------------------- | ------------------------------------- | ----------------- | ---------------------------------- | -------------------------------------- | ----------------------------------------------------------------- |
| 1.      | 6 stycznia  | Brisbane International Brisbane WTA Premier 1 500 000 $ – Twarda        | Karolína Plíšková                     | 6:4, 4:6, 7:5     | Madison Keys                       | Petra Kvitová Naomi Ōsaka              | Jennifer Brady Danielle Collins Kiki Bertens Alison Riske         |
| 1.      | 6 stycznia  | Brisbane International Brisbane WTA Premier 1 500 000 $ – Twarda        | Hsieh Su-wei Barbora Strýcová         | 3:6, 7:6(7), 10–8 | Ashleigh Barty Kiki Bertens        | Petra Kvitová Naomi Ōsaka              | Jennifer Brady Danielle Collins Kiki Bertens Alison Riske         |
| 1.      | 6 stycznia  | Shenzhen Open Shenzhen WTA International Series 775 000 $ – Twarda      | Jekatierina Aleksandrowa              | 6:2, 6:4          | Jelena Rybakina                    | Garbiñe Muguruza Kristýna Plíšková     | Zarina Dijas Wang Qiang Elise Mertens Kateryna Bondarenko         |
| 1.      | 6 stycznia  | Shenzhen Open Shenzhen WTA International Series 775 000 $ – Twarda      | Barbora Krejčíková Kateřina Siniaková | 6:2, 3:6, 10–4    | Duan Yingying Zheng Saisai         | Garbiñe Muguruza Kristýna Plíšková     | Zarina Dijas Wang Qiang Elise Mertens Kateryna Bondarenko         |
| 1.      | 6 stycznia  | ASB Classic Auckland WTA International Series 275 000 $ – Twarda        | Serena Williams                       | 6:3, 6:4          | Jessica Pegula                     | Amanda Anisimova Caroline Wozniacki    | Laura Siegemund Eugenie Bouchard Julia Görges Alizé Cornet        |
| 1.      | 6 stycznia  | ASB Classic Auckland WTA International Series 275 000 $ – Twarda        | Asia Muhammad Taylor Townsend         | 6:4, 6:4          | Serena Williams Caroline Wozniacki | Amanda Anisimova Caroline Wozniacki    | Laura Siegemund Eugenie Bouchard Julia Görges Alizé Cornet        |
| 2.      | 13 stycznia | Adelaide International Adelaide WTA Premier 848 000 $ – Twarda          | Ashleigh Barty                        | 6:2, 7:5          | Dajana Jastremśka                  | Danielle Collins Aryna Sabalenka       | Markéta Vondroušová Belinda Bencic Donna Vekić Simona Halep       |
| 2.      | 13 stycznia | Adelaide International Adelaide WTA Premier 848 000 $ – Twarda          | Nicole Melichar Xu Yifan              | 2:6, 7:5, 10–5    | Gabriela Dabrowski Darija Jurak    | Danielle Collins Aryna Sabalenka       | Markéta Vondroušová Belinda Bencic Donna Vekić Simona Halep       |
| 2.      | 13 stycznia | Hobart International Hobart WTA International Series 275 000 $ – Twarda | Jelena Rybakina                       | 7:6(7), 6:3       | Zhang Shuai                        | Heather Watson Wieronika Kudiermietowa | Elise Mertens Lizette Cabrera Lauren Davis Garbiñe Muguruza       |
| 2.      | 13 stycznia | Hobart International Hobart WTA International Series 275 000 $ – Twarda | Nadija Kiczenok Sania Mirza           | 6:4, 6:4          | Peng Shuai Zhang Shuai             | Heather Watson Wieronika Kudiermietowa | Elise Mertens Lizette Cabrera Lauren Davis Garbiñe Muguruza       |
| 3.–4.   | 20 stycznia | Australian Open Melbourne Wielki Szlem 22 756 069 $ – Twarda            | Sofia Kenin                           | 4:6, 6:2, 6:2     | Garbiñe Muguruza                   | Ashleigh Barty Simona Halep            | Petra Kvitová Uns Dżabir Anett Kontaveit Anastasija Pawluczenkowa |
| 3.–4.   | 20 stycznia | Australian Open Melbourne Wielki Szlem 22 756 069 $ – Twarda            | Tímea Babos Kristina Mladenovic       | 6:2, 6:1          | Hsieh Su-wei Barbora Strýcová      | Ashleigh Barty Simona Halep            | Petra Kvitová Uns Dżabir Anett Kontaveit Anastasija Pawluczenkowa |
| 3.–4.   | 20 stycznia | Australian Open Melbourne Wielki Szlem 22 756 069 $ – Twarda            | Barbora Krejčíková Nikola Mektić      | 5:7, 6:4, 10–1    | Bethanie Mattek-Sands Jamie Murray | Ashleigh Barty Simona Halep            | Petra Kvitová Uns Dżabir Anett Kontaveit Anastasija Pawluczenkowa |

### Luty
| Tydzień | Data      | Turniej | Zwyciężczynie | Wynik | Finalistki | Półfinalistki | Ćwierćfinalistki |
| ------- | --------- | --- | --- | --- | --- | --- | --- |
| 5.      | 3 lutego  | Runda kwalifikacyjna Pucharu Federacji Everett – Twarda (hala) Haga – Ceglana (hala) Kluż-Napoka – Twarda (hala) Florianópolis – Ceglana Kartagena – Ceglana Biel/Bienne – Twarda (hala) Kortrijk – Twarda (hala) Bratysława – Ceglana (hala) | Runda kwalifikacyjna Pucharu Federacji · Stany Zjednoczone – Łotwa 3–2 · Holandia – Białoruś 2–3 · Rumunia – Rosja 2–3 · Brazylia – Niemcy 0–4 · Hiszpania – Japonia 3–1 · Szwajcaria – Kanada 3–1 · Belgia – Kazachstan 3–1 · Słowacja – Wielka Brytania 3–1 | Runda kwalifikacyjna Pucharu Federacji · Stany Zjednoczone – Łotwa 3–2 · Holandia – Białoruś 2–3 · Rumunia – Rosja 2–3 · Brazylia – Niemcy 0–4 · Hiszpania – Japonia 3–1 · Szwajcaria – Kanada 3–1 · Belgia – Kazachstan 3–1 · Słowacja – Wielka Brytania 3–1 | Runda kwalifikacyjna Pucharu Federacji · Stany Zjednoczone – Łotwa 3–2 · Holandia – Białoruś 2–3 · Rumunia – Rosja 2–3 · Brazylia – Niemcy 0–4 · Hiszpania – Japonia 3–1 · Szwajcaria – Kanada 3–1 · Belgia – Kazachstan 3–1 · Słowacja – Wielka Brytania 3–1 | Wyniki grup kontynentalnych o awans do play-off (baraży) Grupy Światowej · Paragwaj – Meksyk 1–2 · Kolumbia – Argentyna 0–2 · Ukraina – Estonia 2–1 · Chorwacja – Włochy 0–2 · Serbia – Słowenia 2–1 · Szwecja – Polska 0–2 | Wyniki grup kontynentalnych o awans do play-off (baraży) Grupy Światowej · Paragwaj – Meksyk 1–2 · Kolumbia – Argentyna 0–2 · Ukraina – Estonia 2–1 · Chorwacja – Włochy 0–2 · Serbia – Słowenia 2–1 · Szwecja – Polska 0–2 |
| 6.      | 10 lutego | St. Petersburg Ladies Trophy Petersburg WTA Premier 848 000 $ – Twarda (hala) | Kiki Bertens | 6:1, 6:3 | Jelena Rybakina | Maria Sakari Jekatierina Aleksandrowa | Belinda Bencic Océane Dodin Petra Kvitová Anastasija Potapowa |
| 6.      | 10 lutego | St. Petersburg Ladies Trophy Petersburg WTA Premier 848 000 $ – Twarda (hala) | Shūko Aoyama Ena Shibahara | 4:6, 6:0, 10–3 | Kaitlyn Christian Alexa Guarachi | Maria Sakari Jekatierina Aleksandrowa | Belinda Bencic Océane Dodin Petra Kvitová Anastasija Potapowa |
| 6.      | 10 lutego | Hua Hin Championships Hua Hin WTA International Series 275 000 $ – Twarda | Magda Linette | 6:3, 6:2 | Leonie Küng | Nao Hibino Patricia Maria Țig | Elina Switolina Wang Qiang Wang Xiyu Zheng Saisai |
| 6.      | 10 lutego | Hua Hin Championships Hua Hin WTA International Series 275 000 $ – Twarda | Arina Rodionowa Storm Sanders | 6:3, 6:3 | Barbara Haas Ellen Perez | Nao Hibino Patricia Maria Țig | Elina Switolina Wang Qiang Wang Xiyu Zheng Saisai |
| 7.      | 17 lutego | Dubai Tennis Championships Dubaj WTA Premier 2 908 770 $ – Twarda | Simona Halep | 3:6, 6:3, 7:6(5) | Jelena Rybakina | Jennifer Brady Petra Martić | Anett Kontaveit Garbiñe Muguruza Karolína Plíšková Aryna Sabalenka |
| 7.      | 17 lutego | Dubai Tennis Championships Dubaj WTA Premier 2 908 770 $ – Twarda | Hsieh Su-wei Barbora Strýcová | 7:5, 3:6, 10–5 | Barbora Krejčíková Zheng Saisai | Jennifer Brady Petra Martić | Anett Kontaveit Garbiñe Muguruza Karolína Plíšková Aryna Sabalenka |
| 7.      | 17 lutego | Hungarian Ladies Open Debreczyn WTA International Series 275 000 $ – Twarda (hala) | Turniej anulowano z powodu nieporozumień pomiędzy organizatorami a WTA | Turniej anulowano z powodu nieporozumień pomiędzy organizatorami a WTA | Turniej anulowano z powodu nieporozumień pomiędzy organizatorami a WTA | Turniej anulowano z powodu nieporozumień pomiędzy organizatorami a WTA | Turniej anulowano z powodu nieporozumień pomiędzy organizatorami a WTA |
| 8.      | 24 lutego | Qatar Total Open Doha WTA Premier 5 3 240 445 $ – Twarda | Aryna Sabalenka | 6:3, 6:3 | Petra Kvitová | Ashleigh Barty Swietłana Kuzniecowa | Garbiñe Muguruza Uns Dżabir Belinda Bencic Zheng Saisai |
| 8.      | 24 lutego | Qatar Total Open Doha WTA Premier 5 3 240 445 $ – Twarda | Hsieh Su-wei Barbora Strýcová | 6:2, 5:7, 10–2 | Gabriela Dabrowski Jeļena Ostapenko | Ashleigh Barty Swietłana Kuzniecowa | Garbiñe Muguruza Uns Dżabir Belinda Bencic Zheng Saisai |
| 8.      | 24 lutego | Abierto Mexicano Telcel Acapulco WTA International Series 275 000 $ – Twarda | Heather Watson | 6:4, 6:7(8), 6:1 | Leylah Annie Fernandez | Renata Zarazúa Wang Xiyu | Tamara Zidanšek Anastasija Potapowa Christina McHale Zhu Lin |
| 8.      | 24 lutego | Abierto Mexicano Telcel Acapulco WTA International Series 275 000 $ – Twarda | Desirae Krawczyk Giuliana Olmos | 6:3, 7:6(5) | Kateryna Bondarenko Sharon Fichman | Renata Zarazúa Wang Xiyu | Tamara Zidanšek Anastasija Potapowa Christina McHale Zhu Lin |

### Marzec
| Tydzień | Data    | Turniej                                                              | Zwyciężczynie                      | Wynik          | Finalistki                                | Półfinalistki                       | Ćwierćfinalistki                                                       |
| ------- | ------- | -------------------------------------------------------------------- | ---------------------------------- | -------------- | ----------------------------------------- | ----------------------------------- | ---------------------------------------------------------------------- |
| 9.      | 2 marca | Lyon Open Lyon WTA International Series 275 000 $ – Twarda (hala)    | Sofia Kenin                        | 6:2, 4:6, 6:4  | Anna-Lena Friedsam                        | Alison Van Uytvanck Darja Kasatkina | Océane Dodin Caroline Garcia Camila Giorgi Viktória Kužmová            |
| 9.      | 2 marca | Lyon Open Lyon WTA International Series 275 000 $ – Twarda (hala)    | Laura Ioana Paar Julia Wachaczyk   | 7:5, 6:4       | Lesley Pattinama Kerkhove Bibiane Schoofs | Alison Van Uytvanck Darja Kasatkina | Océane Dodin Caroline Garcia Camila Giorgi Viktória Kužmová            |
| 9.      | 2 marca | Monterrey Open Monterrey WTA International Series 275 000 $ – Twarda | Elina Switolina                    | 7:5, 4:6, 6:4  | Marie Bouzková                            | Arantxa Rus Johanna Konta           | Leylah Annie Fernandez Rebecca Peterson Wang Yafan Anastasija Potapowa |
| 9.      | 2 marca | Monterrey Open Monterrey WTA International Series 275 000 $ – Twarda | Kateryna Bondarenko Sharon Fichman | 4:6, 6:3, 10–7 | Miyu Katō Wang Yafan                      | Arantxa Rus Johanna Konta           | Leylah Annie Fernandez Rebecca Peterson Wang Yafan Anastasija Potapowa |

### Marzec–sierpień
Turnieje nie były rozgrywane z powodu pandemii COVID-19.

### Sierpień
| Tydzień | Data        | Turniej                                                             | Zwyciężczynie                    | Wynik          | Finalistki                              | Półfinalistki                        | Ćwierćfinalistki                                                          |
| ------- | ----------- | ------------------------------------------------------------------- | -------------------------------- | -------------- | --------------------------------------- | ------------------------------------ | ------------------------------------------------------------------------- |
| 31.     | 3 sierpnia  | Palermo Open Palermo WTA International Series 163 103 € – Ceglana   | Fiona Ferro                      | 6:2, 7:5       | Anett Kontaveit                         | Petra Martić Camila Giorgi           | Alaksandra Sasnowicz Elisabetta Cocciaretto Sara Errani Dajana Jastremśka |
| 31.     | 3 sierpnia  | Palermo Open Palermo WTA International Series 163 103 € – Ceglana   | Arantxa Rus Tamara Zidanšek      | 7:5, 7:5       | Elisabetta Cocciaretto Martina Trevisan | Petra Martić Camila Giorgi           | Alaksandra Sasnowicz Elisabetta Cocciaretto Sara Errani Dajana Jastremśka |
| 32.     | 10 sierpnia | Prague Open Praga WTA International Series 225 500 $ – Ceglana      | Simona Halep                     | 6:2, 7:5       | Elise Mertens                           | Irina-Camelia Begu Kristýna Plíšková | Magdalena Fręch Sara Sorribes Tormo Eugenie Bouchard Ana Bogdan           |
| 32.     | 10 sierpnia | Prague Open Praga WTA International Series 225 500 $ – Ceglana      | Lucie Hradecká Kristýna Plíšková | 6:2, 6:2       | Monica Niculescu Raluca Olaru           | Irina-Camelia Begu Kristýna Plíšková | Magdalena Fręch Sara Sorribes Tormo Eugenie Bouchard Ana Bogdan           |
| 32.     | 10 sierpnia | Top Seed Open Lexington WTA International Series 225 500 $ – Twarda | Jennifer Brady                   | 6:3, 6:4       | Jil Teichmann                           | Shelby Rogers Cori Gauff             | Serena Williams Catherine Bellis Marie Bouzková Uns Dżabir                |
| 32.     | 10 sierpnia | Top Seed Open Lexington WTA International Series 225 500 $ – Twarda | Hayley Carter Luisa Stefani      | 6:1, 7:5       | Marie Bouzková Jil Teichmann            | Shelby Rogers Cori Gauff             | Serena Williams Catherine Bellis Marie Bouzková Uns Dżabir                |
| 34.     | 22 sierpnia | Cincinnati Masters Nowy Jork WTA Premier 5 2 250 829 $ – Twarda     | Wiktoryja Azaranka               | walkower       | Naomi Ōsaka                             | Elise Mertens Johanna Konta          | Jessica Pegula Anett Kontaveit Maria Sakari Uns Dżabir                    |
| 34.     | 22 sierpnia | Cincinnati Masters Nowy Jork WTA Premier 5 2 250 829 $ – Twarda     | Květa Peschke Demi Schuurs       | 6:1, 4:6, 10–4 | Nicole Melichar Xu Yifan                | Elise Mertens Johanna Konta          | Jessica Pegula Anett Kontaveit Maria Sakari Uns Dżabir                    |
| 35.–36. | 31 sierpnia | US Open Nowy Jork Wielki Szlem 21 656 000 $ – Twarda                | Naomi Ōsaka                      | 1:6, 6:3, 6:3  | Wiktoryja Azaranka                      | Jennifer Brady Serena Williams       | Julija Putincewa Shelby Rogers Cwetana Pironkowa Elise Mertens            |
| 35.–36. | 31 sierpnia | US Open Nowy Jork Wielki Szlem 21 656 000 $ – Twarda                | Laura Siegemund Wiera Zwonariowa | 6:4, 6:4       | Nicole Melichar Xu Yifan                | Jennifer Brady Serena Williams       | Julija Putincewa Shelby Rogers Cwetana Pironkowa Elise Mertens            |

### Wrzesień
| Tydzień | Data        | Turniej                                                                             | Zwyciężczynie                   | Wynik            | Finalistki                      | Półfinalistki                        | Ćwierćfinalistki                                                  |
| ------- | ----------- | ----------------------------------------------------------------------------------- | ------------------------------- | ---------------- | ------------------------------- | ------------------------------------ | ----------------------------------------------------------------- |
| 36.     | 8 września  | Istanbul Cup Stambuł WTA International Series 225 500 $ – Ceglana                   | Patricia Maria Țig              | 2:6, 6:1, 7:6(4) | Eugenie Bouchard                | Paula Badosa Tereza Martincová       | Danka Kovinić Polona Hercog Alaksandra Sasnowicz Rebecca Peterson |
| 36.     | 8 września  | Istanbul Cup Stambuł WTA International Series 225 500 $ – Ceglana                   | Alexa Guarachi Desirae Krawczyk | 6:1, 6:3         | Ellen Perez Storm Sanders       | Paula Badosa Tereza Martincová       | Danka Kovinić Polona Hercog Alaksandra Sasnowicz Rebecca Peterson |
| 37.     | 14 września | Internazionali d’Italia Rzym WTA Premier 5 1 692 169 € – Ceglana                    | Simona Halep                    | 6:0, 2:1 krecz   | Karolína Plíšková               | Garbiñe Muguruza Markéta Vondroušová | Julija Putincewa Wiktoryja Azaranka Elina Switolina Elise Mertens |
| 37.     | 14 września | Internazionali d’Italia Rzym WTA Premier 5 1 692 169 € – Ceglana                    | Hsieh Su-wei Barbora Strýcová   | 6:2, 6:2         | Anna-Lena Friedsam Raluca Olaru | Garbiñe Muguruza Markéta Vondroušová | Julija Putincewa Wiktoryja Azaranka Elina Switolina Elise Mertens |
| 38.     | 20 września | Internationaux de Strasbourg Strasburg WTA International Series 225 500 € – Ceglana | Elina Switolina                 | 6:4, 1:6, 6:2    | Jelena Rybakina                 | Nao Hibino Aryna Sabalenka           | Jeļena Ostapenko Zhang Shuai Kateřina Siniaková Jil Teichmann     |
| 38.     | 20 września | Internationaux de Strasbourg Strasburg WTA International Series 225 500 € – Ceglana | Nicole Melichar Demi Schuurs    | 6:4, 6:3         | Hayley Carter Luisa Stefani     | Nao Hibino Aryna Sabalenka           | Jeļena Ostapenko Zhang Shuai Kateřina Siniaková Jil Teichmann     |
| 39.–40. | 27 września | French Open Paryż Wielki Szlem 19 694 806 $ – Ceglana                               | Iga Świątek                     | 6:4, 6:1         | Sofia Kenin                     | Nadia Podoroska Petra Kvitová        | Martina Trevisan Elina Switolina Danielle Collins Laura Siegemund |
| 39.–40. | 27 września | French Open Paryż Wielki Szlem 19 694 806 $ – Ceglana                               | Tímea Babos Kristina Mladenovic | 6:4, 7:5         | Alexa Guarachi Desirae Krawczyk | Nadia Podoroska Petra Kvitová        | Martina Trevisan Elina Switolina Danielle Collins Laura Siegemund |

### Październik
| Tydzień | Data            | Turniej                                                    | Zwyciężczynie                 | Wynik    | Finalistki                       | Półfinalistki               | Ćwierćfinalistki                                                     |
| ------- | --------------- | ---------------------------------------------------------- | ----------------------------- | -------- | -------------------------------- | --------------------------- | -------------------------------------------------------------------- |
| 42.     | 19 października | Ostrava Open Ostrawa WTA Premier 593 600 $ – Twarda (hala) | Aryna Sabalenka               | 6:2, 6:2 | Wiktoryja Azaranka               | Maria Sakari Jennifer Brady | Uns Dżabir Elise Mertens Sara Sorribes Tormo Wieronika Kudiermietowa |
| 42.     | 19 października | Ostrava Open Ostrawa WTA Premier 593 600 $ – Twarda (hala) | Elise Mertens Aryna Sabalenka | 6:1, 6:3 | Gabriela Dabrowski Luisa Stefani | Maria Sakari Jennifer Brady | Uns Dżabir Elise Mertens Sara Sorribes Tormo Wieronika Kudiermietowa |

### Listopad
| Tydzień | Data        | Turniej                                                             | Zwyciężczynie               | Wynik    | Finalistki                        | Półfinalistki                               | Ćwierćfinalistki                                                          |
| ------- | ----------- | ------------------------------------------------------------------- | --------------------------- | -------- | --------------------------------- | ------------------------------------------- | ------------------------------------------------------------------------- |
| 45.     | 9 listopada | Ladies Linz Linz WTA International Series 225 500 $ – Twarda (hala) | Aryna Sabalenka             | 7:5, 6:2 | Elise Mertens                     | Barbora Krejčíková Jekatierina Aleksandrowa | Océane Dodin Alaksandra Sasnowicz Nadia Podoroska Wieronika Kudiermietowa |
| 45.     | 9 listopada | Ladies Linz Linz WTA International Series 225 500 $ – Twarda (hala) | Arantxa Rus Tamara Zidanšek | 6:3, 6:4 | Lucie Hradecká Kateřina Siniaková | Barbora Krejčíková Jekatierina Aleksandrowa | Océane Dodin Alaksandra Sasnowicz Nadia Podoroska Wieronika Kudiermietowa |

### Turnieje odwołane lub przeniesione w związku z pandemią
| Tydzień | Data            | Turniej                                                                      | Status                                                 |
| ------- | --------------- | ---------------------------------------------------------------------------- | ------------------------------------------------------ |
| 10.–11. | 9 marca         | BNP Paribas Open Indian Wells WTA Premier Mandatory Twarda                   | Anulowany                                              |
| 12.–13. | 23 marca        | Miami Open Miami WTA Premier Mandatory Twarda                                | Anulowany                                              |
| 14.     | 6 kwietnia      | Charleston Open Charleston WTA Premier Ceglana                               | Anulowany                                              |
| 14.     | 6 kwietnia      | Claro Open Colsanitas Bogota WTA International Series Ceglana                | Anulowany                                              |
| 15.     | 13 kwietnia     | Finał Pucharu Federacji Budapeszt Ceglana (hala)                             | Przeniesiony na kwiecień 2021                          |
| 16.     | 20 kwietnia     | Porsche Tennis Grand Prix Stuttgart WTA Premier Ceglana (hala)               | Anulowany                                              |
| 16.     | 20 kwietnia     | Istanbul Cup Stambuł WTA International Series Ceglana                        | Przeniesiony na 8 września                             |
| 17.     | 27 kwietnia     | Prague Open Praga WTA International Series Ceglana                           | Przeniesiony na 10 sierpnia                            |
| 18.     | 4 maja          | Madrid Open Madryt WTA Premier Mandatory Ceglana                             | Pierwotnie przeniesiony na wrzesień, później anulowany |
| 19.     | 11 maja         | Internazionali d’Italia Rzym WTA Premier 5 Ceglana                           | Przeniesiony na 14 września                            |
| 20.     | 18 maja         | Internationaux de Strasbourg Strasburg WTA International Series Ceglana      | Przeniesiony na 20 września                            |
| 20.     | 18 maja         | Morocco Open Rabat WTA International Series Ceglana                          | Anulowany                                              |
| 21.–22. | 25 maja         | French Open Paryż Wielki Szlem Ceglana                                       | Przeniesiony na 27 września                            |
| 23.     | 8 czerwca       | Nottingham Open Nottingham WTA International Series Trawiasta                | Anulowany                                              |
| 23.     | 8 czerwca       | Rosmalen Open ’s-Hertogenbosch WTA International Series Trawiasta            | Anulowany                                              |
| 24.     | 15 czerwca      | German Open Berlin WTA Premier Trawiasta                                     | Anulowany                                              |
| 24.     | 15 czerwca      | Birmingham Classic Birmingham WTA International Series Trawiasta             | Anulowany                                              |
| 25.     | 22 czerwca      | Eastbourne International Eastbourne WTA Premier Trawiasta                    | Anulowany                                              |
| 25.     | 22 czerwca      | Bad Homburg Open Bad Homburg vor der Höhe WTA International Series Trawiasta | Anulowany                                              |
| 26.–27. | 29 czerwca      | Wimbledon Londyn Wielki Szlem Trawiasta                                      | Anulowany                                              |
| 28.     | 13 lipca        | Bucharest Open Bukareszt WTA International Series Ceglana                    | Anulowany                                              |
| 28.     | 13 lipca        | Ladies Open Lausanne Lozanna WTA International Series Ceglana                | Anulowany                                              |
| 29.     | 20 lipca        | Baltic Open Jurmała WTA International Series Ceglana                         | Anulowany                                              |
| 29.     | 20 lipca        | Palermo Open Palermo WTA International Series Ceglana                        | Przeniesiony na 3 sierpnia                             |
| 30.     | 29 lipca        | Letnie Igrzyska Olimpijskie 2020 Tokio Igrzyska olimpijskie Twarda           | Przeniesiony na lipiec 2021                            |
| 31.     | 3 sierpnia      | San Jose Classic San Jose WTA Premier Twarda                                 | Anulowany                                              |
| 31.     | 3 sierpnia      | Washington Open Waszyngton WTA International Series Twarda                   | Anulowany                                              |
| 32.     | 10 sierpnia     | Rogers Cup Montreal WTA Premier 5 Twarda                                     | Anulowany                                              |
| 33.     | 17 sierpnia     | Cincinnati Masters Cincinnati WTA Premier 5 Twarda                           | Przeniesiony na 22 sierpnia i rozegrany w Nowym Jorku  |
| 34.     | 23 sierpnia     | Albany Open Albany WTA International Series Twarda                           | Anulowany                                              |
| 37.     | 14 września     | Japan Women’s Open Tennis Hiroszima WTA International Series Twarda          | Anulowany                                              |
| 40.     | 6 października  | Korea Open Seul WTA International Series Twarda                              | Anulowany                                              |
| 41.     | 12 października | China Open Pekin WTA Premier Mandatory Twarda                                | Anulowany                                              |
| 41.     | 12 października | Hong Kong Tennis Open Hongkong WTA International Series Twarda               | Anulowany                                              |
| 41.     | 12 października | Tianjin Open Tiencin WTA International Series Twarda                         | Anulowany                                              |
| 42.     | 19 października | Wuhan Open Wuhan WTA Premier 5 Twarda                                        | Anulowany                                              |
| 42.     | 19 października | Jiangxi Open Nanchang WTA International Series Twarda                        | Anulowany                                              |
| 42.     | 19 października | Luxembourg Open Luksemburg WTA International Series Twarda (hala)            | Anulowany                                              |
| 43.     | 26 października | Zhengzhou Women’s Tennis Open Zhengzhou WTA Premier Twarda                   | Anulowany                                              |
| 43.     | 26 października | Kremlin Cup Moskwa WTA Premier Twarda (hala)                                 | Anulowany                                              |
| 44.     | 2 listopada     | Pan Pacific Open Tokio WTA Premier Twarda                                    | Anulowany                                              |
| 45.     | 8 listopada     | WTA Finals Shenzhen WTA Championships Twarda (hala)                          | Anulowany                                              |
| 46.     | 17 listopada    | WTA Elite Trophy Zhuhai WTA Championships Twarda                             | Anulowany                                              |
| 47.     | 23 listopada    | Guangzhou International Women’s Open Kanton WTA International Series Twarda  | Anulowany                                              |

## Wielki Szlem
| Turniej         | Gra pojedyncza | Gra podwójna                     | Gra mieszana                     |
| Australian Open | Sofia Kenin    | Tímea Babos Kristina Mladenovic  | Barbora Krejčíková Nikola Mektić |
| US Open         | Naomi Ōsaka    | Laura Siegemund Wiera Zwonariowa | nie rozgrywano                   |
| French Open     | Iga Świątek    | Tímea Babos Kristina Mladenovic  | nie rozgrywano                   |

## Wygrane turnieje

### Klasyfikacja tenisistek
| Wygrane | Zawodniczka              | Wielki Szlem | Wielki Szlem | Wielki Szlem | WTA Finals | WTA Finals | Premier Mandatory | Premier Mandatory | Premier 5 | Premier 5 | Premier | Premier | International | International | Łącznie | Łącznie | Łącznie |
| Wygrane | Zawodniczka              | S            | D            | M            | S          | D          | S                 | D                 | S         | D         | S       | D       | S             | D             | S       | D       | M       |
| ------- | ------------------------ | ------------ | ------------ | ------------ | ---------- | ---------- | ----------------- | ----------------- | --------- | --------- | ------- | ------- | ------------- | ------------- | ------- | ------- | ------- |
| 4       | Aryna Sabalenka          |              |              |              |            |            |                   |                   | 1         |           | 1       | 1       | 1             |               | 3       | 1       | 0       |
| 4       | Hsieh Su-wei             |              |              |              |            |            |                   |                   |           | 2         |         | 2       |               |               | 0       | 4       | 0       |
| 4       | Barbora Strýcová         |              |              |              |            |            |                   |                   |           | 2         |         | 2       |               |               | 0       | 4       | 0       |
| 3       | Simona Halep             |              |              |              |            |            |                   |                   | 1         |           | 1       |         | 1             |               | 3       | 0       | 0       |
| 2       | Sofia Kenin              | 1            |              |              |            |            |                   |                   |           |           |         |         | 1             |               | 2       | 0       | 0       |
| 2       | Tímea Babos              |              | 2            |              |            |            |                   |                   |           |           |         |         |               |               | 0       | 2       | 0       |
| 2       | Kristina Mladenovic      |              | 2            |              |            |            |                   |                   |           |           |         |         |               |               | 0       | 2       | 0       |
| 2       | Barbora Krejčíková       |              |              | 1            |            |            |                   |                   |           |           |         |         |               | 1             | 0       | 1       | 1       |
| 2       | Demi Schuurs             |              |              |              |            |            |                   |                   |           | 1         |         |         |               | 1             | 0       | 2       | 0       |
| 2       | Nicole Melichar          |              |              |              |            |            |                   |                   |           |           |         | 1       |               | 1             | 0       | 2       | 0       |
| 2       | Elina Switolina          |              |              |              |            |            |                   |                   |           |           |         |         | 2             |               | 2       | 0       | 0       |
| 2       | Desirae Krawczyk         |              |              |              |            |            |                   |                   |           |           |         |         |               | 2             | 0       | 2       | 0       |
| 2       | Arantxa Rus              |              |              |              |            |            |                   |                   |           |           |         |         |               | 2             | 0       | 2       | 0       |
| 2       | Tamara Zidanšek          |              |              |              |            |            |                   |                   |           |           |         |         |               | 2             | 0       | 2       | 0       |
| 1       | Naomi Ōsaka              | 1            |              |              |            |            |                   |                   |           |           |         |         |               |               | 1       | 0       | 0       |
| 1       | Iga Świątek              | 1            |              |              |            |            |                   |                   |           |           |         |         |               |               | 1       | 0       | 0       |
| 1       | Laura Siegemund          |              | 1            |              |            |            |                   |                   |           |           |         |         |               |               | 0       | 1       | 0       |
| 1       | Wiera Zwonariowa         |              | 1            |              |            |            |                   |                   |           |           |         |         |               |               | 0       | 1       | 0       |
| 1       | Wiktoryja Azaranka       |              |              |              |            |            |                   |                   | 1         |           |         |         |               |               | 1       | 0       | 0       |
| 1       | Květa Peschke            |              |              |              |            |            |                   |                   |           | 1         |         |         |               |               | 0       | 1       | 0       |
| 1       | Ashleigh Barty           |              |              |              |            |            |                   |                   |           |           | 1       |         |               |               | 1       | 0       | 0       |
| 1       | Kiki Bertens             |              |              |              |            |            |                   |                   |           |           | 1       |         |               |               | 1       | 0       | 0       |
| 1       | Karolína Plíšková        |              |              |              |            |            |                   |                   |           |           | 1       |         |               |               | 1       | 0       | 0       |
| 1       | Shūko Aoyama             |              |              |              |            |            |                   |                   |           |           |         | 1       |               |               | 0       | 1       | 0       |
| 1       | Elise Mertens            |              |              |              |            |            |                   |                   |           |           |         | 1       |               |               | 0       | 1       | 0       |
| 1       | Ena Shibahara            |              |              |              |            |            |                   |                   |           |           |         | 1       |               |               | 0       | 1       | 0       |
| 1       | Xu Yifan                 |              |              |              |            |            |                   |                   |           |           |         | 1       |               |               | 0       | 1       | 0       |
| 1       | Jekatierina Aleksandrowa |              |              |              |            |            |                   |                   |           |           |         |         | 1             |               | 1       | 0       | 0       |
| 1       | Jennifer Brady           |              |              |              |            |            |                   |                   |           |           |         |         | 1             |               | 1       | 0       | 0       |
| 1       | Fiona Ferro              |              |              |              |            |            |                   |                   |           |           |         |         | 1             |               | 1       | 0       | 0       |
| 1       | Magda Linette            |              |              |              |            |            |                   |                   |           |           |         |         | 1             |               | 1       | 0       | 0       |
| 1       | Jelena Rybakina          |              |              |              |            |            |                   |                   |           |           |         |         | 1             |               | 1       | 0       | 0       |
| 1       | Patricia Maria Țig       |              |              |              |            |            |                   |                   |           |           |         |         | 1             |               | 1       | 0       | 0       |
| 1       | Heather Watson           |              |              |              |            |            |                   |                   |           |           |         |         | 1             |               | 1       | 0       | 0       |
| 1       | Serena Williams          |              |              |              |            |            |                   |                   |           |           |         |         | 1             |               | 1       | 0       | 0       |
| 1       | Kateryna Bondarenko      |              |              |              |            |            |                   |                   |           |           |         |         |               | 1             | 0       | 1       | 0       |
| 1       | Hayley Carter            |              |              |              |            |            |                   |                   |           |           |         |         |               | 1             | 0       | 1       | 0       |
| 1       | Sharon Fichman           |              |              |              |            |            |                   |                   |           |           |         |         |               | 1             | 0       | 1       | 0       |
| 1       | Alexa Guarachi           |              |              |              |            |            |                   |                   |           |           |         |         |               | 1             | 0       | 1       | 0       |
| 1       | Lucie Hradecká           |              |              |              |            |            |                   |                   |           |           |         |         |               | 1             | 0       | 1       | 0       |
| 1       | Nadija Kiczenok          |              |              |              |            |            |                   |                   |           |           |         |         |               | 1             | 0       | 1       | 0       |
| 1       | Sania Mirza              |              |              |              |            |            |                   |                   |           |           |         |         |               | 1             | 0       | 1       | 0       |
| 1       | Asia Muhammad            |              |              |              |            |            |                   |                   |           |           |         |         |               | 1             | 0       | 1       | 0       |
| 1       | Giuliana Olmos           |              |              |              |            |            |                   |                   |           |           |         |         |               | 1             | 0       | 1       | 0       |
| 1       | Laura Ioana Paar         |              |              |              |            |            |                   |                   |           |           |         |         |               | 1             | 0       | 1       | 0       |
| 1       | Kristýna Plíšková        |              |              |              |            |            |                   |                   |           |           |         |         |               | 1             | 0       | 1       | 0       |
| 1       | Arina Rodionowa          |              |              |              |            |            |                   |                   |           |           |         |         |               | 1             | 0       | 1       | 0       |
| 1       | Storm Sanders            |              |              |              |            |            |                   |                   |           |           |         |         |               | 1             | 0       | 1       | 0       |
| 1       | Kateřina Siniaková       |              |              |              |            |            |                   |                   |           |           |         |         |               | 1             | 0       | 1       | 0       |
| 1       | Luisa Stefani            |              |              |              |            |            |                   |                   |           |           |         |         |               | 1             | 0       | 1       | 0       |
| 1       | Taylor Townsend          |              |              |              |            |            |                   |                   |           |           |         |         |               | 1             | 0       | 1       | 0       |
| 1       | Julia Wachaczyk          |              |              |              |            |            |                   |                   |           |           |         |         |               | 1             | 0       | 1       | 0       |

### Klasyfikacja państw
| Wygrane | Państwo           | Wielki Szlem | Wielki Szlem | Wielki Szlem | WTA Finals | WTA Finals | Premier Mandatory | Premier Mandatory | Premier 5 | Premier 5 | Premier | Premier | International | International | Łącznie | Łącznie | Łącznie |
| Wygrane | Państwo           | S            | D            | M            | S          | D          | S                 | D                 | S         | D         | S       | D       | S             | D             | S       | D       | M       |
| ------- | ----------------- | ------------ | ------------ | ------------ | ---------- | ---------- | ----------------- | ----------------- | --------- | --------- | ------- | ------- | ------------- | ------------- | ------- | ------- | ------- |
| 11      | Stany Zjednoczone | 1            |              |              |            |            |                   |                   |           |           |         | 1       | 3             | 6             | 4       | 7       | 0       |
| 11      | Czechy            |              |              | 1            |            |            |                   |                   |           | 3         | 1       | 2       |               | 4             | 1       | 9       | 1       |
| 5       | Białoruś          |              |              |              |            |            |                   |                   | 2         |           | 1       | 1       | 1             |               | 4       | 1       | 0       |
| 5       | Rumunia           |              |              |              |            |            |                   |                   | 1         |           | 1       |         | 2             | 1             | 4       | 1       | 0       |
| 5       | Holandia          |              |              |              |            |            |                   |                   |           | 1         | 1       |         |               | 3             | 1       | 4       | 0       |
| 4       | Chińskie Tajpej   |              |              |              |            |            |                   |                   |           | 2         |         | 2       |               |               | 0       | 4       | 0       |
| 4       | Ukraina           |              |              |              |            |            |                   |                   |           |           |         |         | 2             | 2             | 2       | 2       | 0       |
| 3       | Japonia           | 1            |              |              |            |            |                   |                   |           |           |         | 2       |               |               | 1       | 2       | 0       |
| 3       | Francja           |              | 2            |              |            |            |                   |                   |           |           |         |         | 1             |               | 1       | 2       | 0       |
| 3       | Australia         |              |              |              |            |            |                   |                   |           |           | 1       |         |               | 2             | 1       | 2       | 0       |
| 2       | Polska            | 1            |              |              |            |            |                   |                   |           |           |         |         | 1             |               | 2       | 0       | 0       |
| 2       | Węgry             |              | 2            |              |            |            |                   |                   |           |           |         |         |               |               | 0       | 2       | 0       |
| 2       | Niemcy            |              | 1            |              |            |            |                   |                   |           |           |         |         |               | 1             | 0       | 2       | 0       |
| 2       | Rosja             |              | 1            |              |            |            |                   |                   |           |           |         |         | 1             |               | 1       | 1       | 0       |
| 2       | Słowenia          |              |              |              |            |            |                   |                   |           |           |         |         |               | 2             | 0       | 2       | 0       |
| 1       | Belgia            |              |              |              |            |            |                   |                   |           |           |         | 1       |               |               | 0       | 1       | 0       |
| 1       | Chiny             |              |              |              |            |            |                   |                   |           |           |         | 1       |               |               | 0       | 1       | 0       |
| 1       | Kazachstan        |              |              |              |            |            |                   |                   |           |           |         |         | 1             |               | 1       | 0       | 0       |
| 1       | Wielka Brytania   |              |              |              |            |            |                   |                   |           |           |         |         | 1             |               | 1       | 0       | 0       |
| 1       | Brazylia          |              |              |              |            |            |                   |                   |           |           |         |         |               | 1             | 0       | 1       | 0       |
| 1       | Chile             |              |              |              |            |            |                   |                   |           |           |         |         |               | 1             | 0       | 1       | 0       |
| 1       | Indie             |              |              |              |            |            |                   |                   |           |           |         |         |               | 1             | 0       | 1       | 0       |
| 1       | Kanada            |              |              |              |            |            |                   |                   |           |           |         |         |               | 1             | 0       | 1       | 0       |
| 1       | Meksyk            |              |              |              |            |            |                   |                   |           |           |         |         |               | 1             | 0       | 1       | 0       |

## Obronione tytuły
Gra pojedyncza
- Karolína Plíšková – Brisbane
- Kiki Bertens – Petersburg

Gra podwójna
- Hsieh Su-wei – Dubaj
- Barbora Strýcová – Dubaj
- Tímea Babos – French Open
- Kristina Mladenovic – French Open

Gra mieszana
- Barbora Krejčíková – Australian Open

## Zakończenia kariery
Tenisistki, które zakończyły karierę w 2020 roku:
- Caroline Wozniacki (ur. 11 lipca 1990 w Odense)
- Mandy Minella (ur. 22 listopada 1985 w Esch-sur-Alzette)
- Carla Suárez Navarro (ur. 3 września 1988 w Las Palmas de Gran Canaria)
- Marija Szarapowa (ur. 19 kwietnia 1987 w Niaganiu)
- Johanna Larsson (ur. 17 sierpnia 1988 w Boden)
- Magdaléna Rybáriková (ur. 4 października 1988 w Pieszczanach)
- Vania King (ur. 3 lutego 1989 w Monterey Park)

## Wznowienia kariery
Tenisistki, które wznowiły karierę w 2020 roku:
- Kim Clijsters (ur. 8 czerwca 1983 w Bilzen)
- Aravane Rezaï (ur. 14 marca 1987 w Saint-Étienne)
- Sania Mirza (ur. 15 listopada 1986 w Bombaju)

## Ranking końcoworoczny
| Pozycja | Tenisistka         | Punkty | Turnieje | Ranking 2019 | Zmiana |
| ------- | ------------------ | ------ | -------- | ------------ | ------ |
| 1.      | Ashleigh Barty     | 8717   | 17       | 1.           |        |
| 2.      | Simona Halep       | 7255   | 17       | 4.           | 2      |
| 3.      | Naomi Ōsaka        | 5780   | 16       | 3.           |        |
| 4.      | Sofia Kenin        | 5760   | 25       | 14.          | 10     |
| 5.      | Elina Switolina    | 5260   | 26       | 6.           | 1      |
| 6.      | Karolína Plíšková  | 5205   | 21       | 2.           | 4      |
| 7.      | Bianca Andreescu   | 4555   | 10       | 5.           | 2      |
| 8.      | Petra Kvitová      | 4516   | 16       | 7.           | 1      |
| 9.      | Kiki Bertens       | 4505   | 26       | 9.           |        |
| 10.     | Aryna Sabalenka    | 4220   | 27       | 11.          | 1      |
| 11.     | Serena Williams    | 4080   | 13       | 10.          | 1      |
| 12.     | Belinda Bencic     | 4010   | 25       | 8.           | 4      |
| 13.     | Wiktoryja Azaranka | 3426   | 18       | 50.          | 37     |
| 14.     | Johanna Konta      | 3152   | 18       | 12.          | 2      |
| 15.     | Garbiñe Muguruza   | 3016   | 17       | 36.          | 21     |
| 16.     | Madison Keys       | 2962   | 16       | 13.          | 3      |
| 17.     | Iga Świątek        | 2960   | 16       | 60.          | 43     |
| 18.     | Petra Martić       | 2850   | 24       | 15.          | 3      |
| 19.     | Jelena Rybakina    | 2696   | 29       | 37.          | 18     |
| 20.     | Elise Mertens      | 2650   | 30       | 17.          | 3      |

| Pozycja | Tenisistka            | Punkty | Turnieje | Ranking 2019 | Zmiana |
| ------- | --------------------- | ------ | -------- | ------------ | ------ |
| 1.      | Hsieh Su-wei          | 9010   | 19       | 4.           | 3      |
| 2.      | Barbora Strýcová      | 8945   | 19       | 1.           | 1      |
| 3.      | Kristina Mladenovic   | 8115   | 13       | 2.           | 1      |
| 4.      | Tímea Babos           | 7955   | 14       | 3.           | 1      |
| 5.      | Aryna Sabalenka       | 7575   | 17       | 5.           |        |
| 6.      | Elise Mertens         | 7490   | 16       | 6.           |        |
| 7.      | Barbora Krejčíková    | 5955   | 16       | 13.          | 6      |
| 8.      | Kateřina Siniaková    | 5865   | 20       | 7.           | 1      |
| 9.      | Xu Yifan              | 5820   | 22       | 8.           | 1      |
| 10.     | Gabriela Dabrowski    | 5675   | 26       | 8.           | 2      |
| 11.     | Nicole Melichar       | 4730   | 28       | 20.          | 9      |
| 12.     | Demi Schuurs          | 4730   | 24       | 14.          | 2      |
| 13.     | Anna-Lena Grönefeld   | 4495   | 17       | 11.          | 2      |
| 14.     | Ashleigh Barty        | 4060   | 12       | 19.          | 5      |
| 15.     | Latisha Chan          | 3905   | 21       | 15.          |        |
| 15.     | Chan Hao-ching        | 3905   | 21       | 15.          |        |
| 17.     | Květa Peschke         | 3820   | 24       | 21.          | 4      |
| 18.     | Duan Ying-Ying        | 3810   | 24       | 17.          | 1      |
| 19.     | Jeļena Ostapenko      | 3680   | 18       | 22.          | 3      |
| 20.     | Bethanie Mattek-Sands | 3640   | 16       | 24.          | 4      |